# Saint-Bresson (Gard)
Saint-Bresson is een gemeente in het Franse departement Gard (regio Occitanie) en telt 60 inwoners (2009). De plaats maakt deel uit van het arrondissement Le Vigan.

## Geografie
De oppervlakte van Saint-Bresson bedraagt 8,0 km², de bevolkingsdichtheid is dus 7,5 inwoners per km².

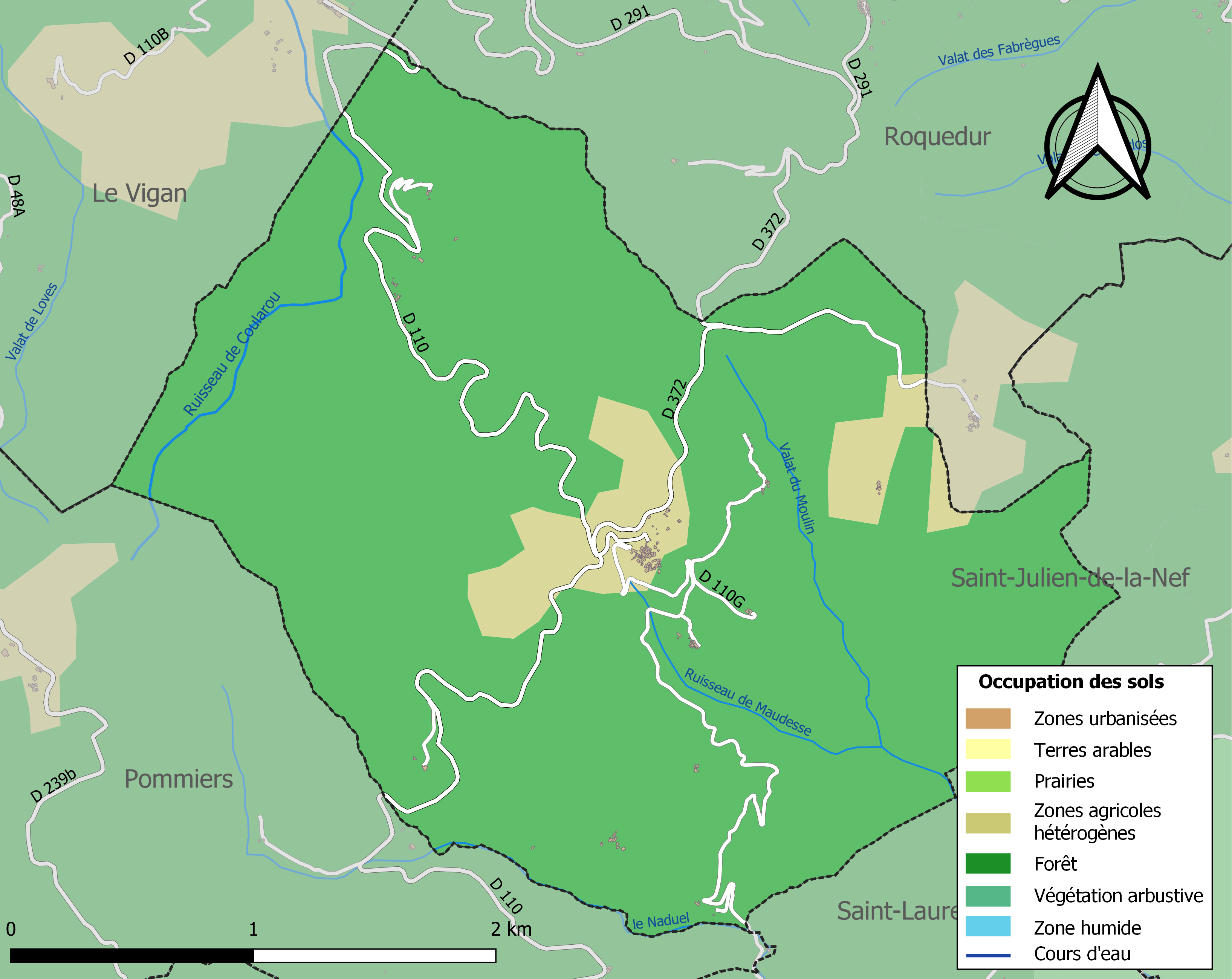
Kaart van de gemeente met de belangrijkste infrastructuur, bodemgebruik en omliggende gemeenten

## Demografie
Onderstaande figuur toont het verloop van het inwonertal (bron: INSEE-tellingen).